# Rengha Rodewill

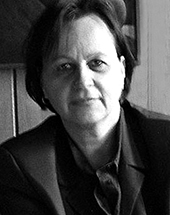
Rengha Rodewill

Rengha Rodewill (* 11. Oktober 1948 in Hagen, Westfalen) ist eine deutsche Fotografin, Autorin, Publizistin, Malerin, Objektkünstlerin, Grafikerin und Tänzerin.

## Leben und Werk

### Tanz, Malerei und Objektkunst
Rengha Rodewill ist in Hagen aufgewachsen, dort studierte sie Bühnentanz bei Ingeburg Schubert Neumann (1933–2008) vormals Primaballerina an der Sächsischen Staatsoper Dresden sowie Malerei bei dem Kunstprofessor Will D. Nagel. Schubert Neumann gründete 1962 in Hagen eine Ballettschule, eine staatlich genehmigte Fachschule für Bühnentanz, sie war Ballettmeisterin und Choreografin. Durch einen Tanzunfall konnte Rodewill ihre Bühnenkarriere nicht weiter fortsetzen und hat danach ihre Energien in die Bildende Kunst als Grafikerin und Malerin einfließen lassen. Nach Studienaufenthalten in Italien und Spanien zog Rodewill 1978 von Hagen nach Berlin, wo sie als Grafikerin tätig war. Ihr erstes Atelier eröffnete sie in Zehlendorf und 1998 in Potsdam-Babelsberg in der Domstraße, um hauptsächlich als Malerin und in der Objektkunst zu arbeiten.
Das Babelsberger Atelier befand sich in einer Baracke, auf einem Grundstück mit Landhaus, in dem die Galerie Bauscher ihren Sitz hatte. Das Haus ließen die jüdischen Möbelfabrikanten Norbert und Paul Wiener zwischen 1923 und 1926 vom Architekten Jean Krämer errichten, die Adresse der Villa Wiener war Augustastraße 41 in Neu-Babelsberg, (heute: Rosa-Luxemburg-Straße 40). In den ersten Wochen und Monaten nach der Machtübernahme der Nationalsozialisten verließen vor allem Juden aus Angst vor Repressalien und Verfolgung Deutschland. Die Familie Wiener emigrierte 1933 nach England. Konrad Adenauer hielt sich von 1934 bis 1935 in dem Anwesen auf, dort wurde er 1934 im Zusammenhang mit dem Röhm-Putsch von der Gestapo festgenommen und nach zwei Tagen ohne weitere Erklärungen freigelassen. Die Forstverwaltung des DDR-Bezirks Potsdam war bis zur politischen Wende 1989 in der Baracke und im Landhaus untergebracht.
Während ihrer Schaffensphase in Babelsberg entwickelte Rodewill mit der Potsdamer Kunsthistorikerin Renate Bergerhoff das Dance Painting, das als Tanz um die Leinwand beschrieben wurde. Rodewill arbeitete hauptsächlich an großformatigen Werken in der Kunstrichtung des Action Painting, das innerhalb des abstrakten Expressionismus so bezeichnet wird, wobei sie die auf dem Boden liegende Leinwand bei rasantem Tempo umtanzte und in Drip Painting Technik in einem exzessiven Malprozess bearbeitete. Ein tranceartiger Zustand ermöglichte es ihr, sich dem Malvorgang völlig hinzugeben und alle Emotionen freizusetzen, bis zur Erschöpfung arbeitend. Rodewill lässt sich nicht in das Schubfach des abstrakten Expressionismus einordnen. Für ihre Malerei ist entscheidend, dass sie untrennbar mit Musik und Tanz verbunden ist.
Mit dem Hagener Maler Emil Schumacher, dem prominenten Vertreter des Informel, stand Rodewill in einem künstlerischen Briefkontakt. Schumacher nannte Rodewill in seinen Briefen Liebes Hagener Kind. Rodewills Einladung 1998 zu ihrer Vernissage movement two, im Künstlerklub Die Möwe, Palais am Festungsgraben in Berlin-Mitte, musste Schumacher aus Altersgründen absagen. Emil Schumacher verstarb 1999 in seinem Ferienhaus auf Ibiza. Die Begrüßungsrede hielt die Schauspielerin Renate Heymer, verheiratet mit dem Filmregisseur Gunter Friedrich. Rodewills Kunsthistorikerin Renate Bergerhoff übernahm die Einführung in die Ausstellung. Vorsitzender des Künstlerklub Die Möwe e. V., war in der Zeit von 2002 bis 2010 der Literaturwissenschaftler und Kulturmanager Paul Werner Wagner.
Rengha Rodewills Materialcollagen und Installationen sind zeitkritisch. Die Künstlerin schuf mehrere Großobjekte und Installationen. Anlässlich einer Hommage zum 100. Geburtstag der Dichterin Mascha Kaléko beklebte Rodewill den weiblichen Körper einer Figurine, die auf einer quadratischen Plinthe steht, mit mehr als 2600 Textzitaten aus den Büchern der Kaléko; sie nennt das Werk Ein Leben verkleben. Der Körper verschwindet vollständig hinter seiner Funktion. Er dient gleichzeitig als Bildgrund, als Träger von Zeichen, als Projektionsfläche. Die Künstlerin bedient sich des Korpus, um dem Werk Gewicht zu verleihen – um sich Raum zu verschaffen. Rodewill verarbeitet Materialien wie Montageschaum und gleichzeitig wird mit heftigen und makaberen Chiffren aus dem Judentum, Holocaust und Nazi-Deutschland gearbeitet. Stereotype Puppengesichter, Tora, Kippa, Gasmaske und Hitlers Porträt, die in einer drastischen Zeichensprache nebeneinander angeordnet sind. Die Künstlerin setzt auf markante Gegensätze. In Rodewills Objektkunst spiegelt sich auch die künstlerische Richtung des Dadaismus wider, wie auf der Rückseite der Kaléko-Figur, mit einem typografischen Sprung einer großen 6 auf dem Gesäß, wie die Dadaisten ihn liebten. Rodewill geht es dabei um Das sechste Leben, einem Gedicht von Mascha Kaléko, zum anderen um Erotik und Liebe und um den Verlust von Chemjo Vinaver, Kalékos zweitem Ehemann, der 1973 in Tel Aviv verstarb. Kaléko verstarb 1975, sie wurde auf dem Friedhof Oberer Friesenberg in Zürich bestattet. Zum 50. Todestag der Dichterin finden 2025 zahlreiche Veranstaltungen statt, die an Mascha Kalékos Leben und ihre Gedichte erinnern.
Der amerikanische Künstler Edward Kienholz suchte auf Flohmärkten und in Trödelläden nach Gegenständen und verwendete diese Materialien als Ausdruck zeitgenössischer Unkultur. Infolge der bezüglich der Materialien ähnlichen Installationen und Objekten von Rodewill wurde diese gerne mit Kienholz verglichen. Rodewills zeitkritische Materialcollage Dear-Love-Me-Tender.com wird provokativ mit Versatzstücken aus der Welt der Computer und des Cyberspace kombiniert, wodurch ein bizarres Objekt entsteht, auch die Collage Quo vadis? Deutschland, die mit bedeutungsvollen Symbolen aufgeladen ist. Objekte und Installationen sollen die Betrachter herausfordern und zur kritischen Auseinandersetzung mit dem Thema anregen.
Rodewills Kunstwerke sind in vielen Sammlungen enthalten.
Nach Abriss des Babelsberger Ateliers verlegte Rodewill ihren Arbeitsmittelpunkt wieder nach Berlin. Fortan setzte sie ihren künstlerischen Schwerpunkt auf die Fotografie, wobei sie auch als Autorin und Publizistin tätig ist.

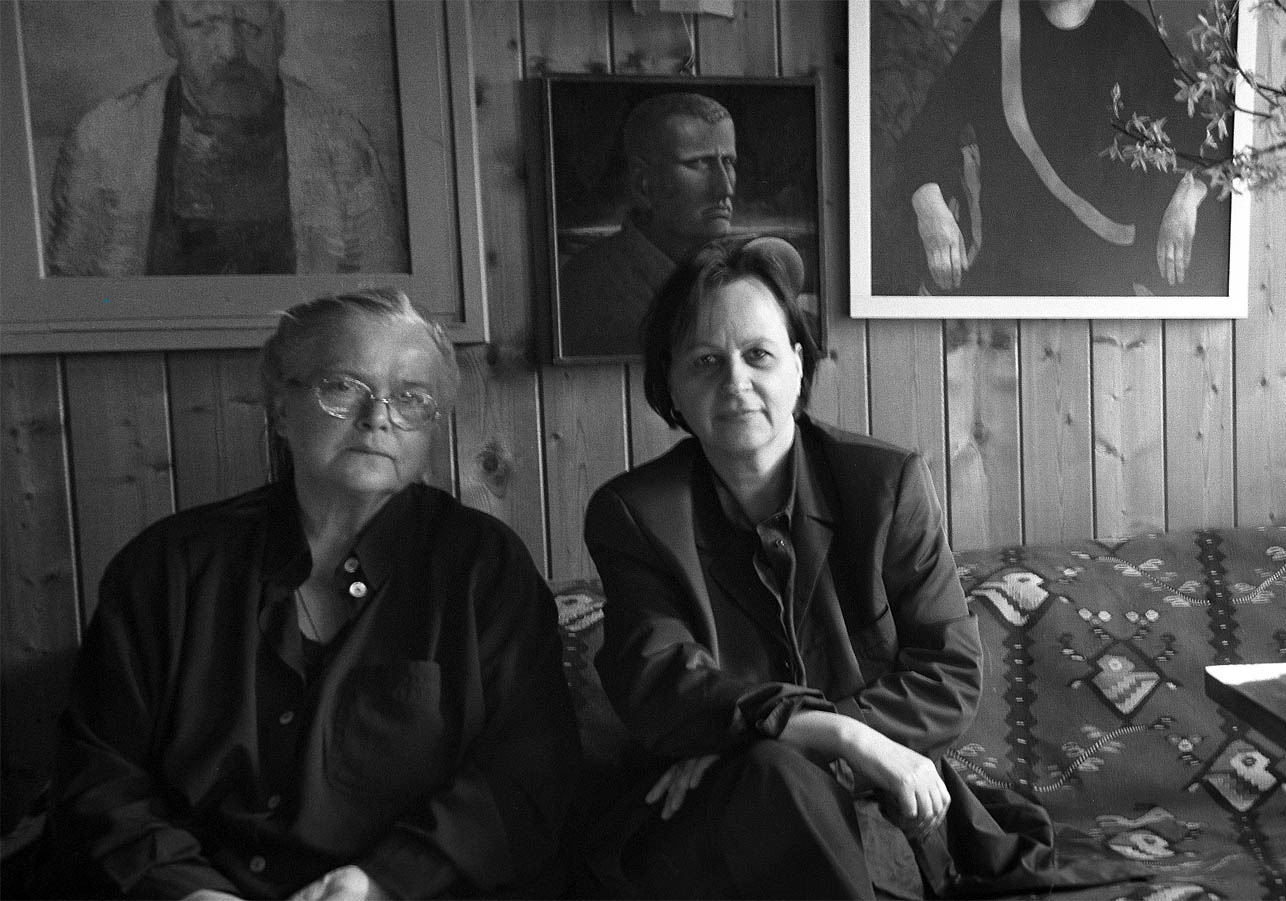
Eva Strittmatter und Rengha Rodewill

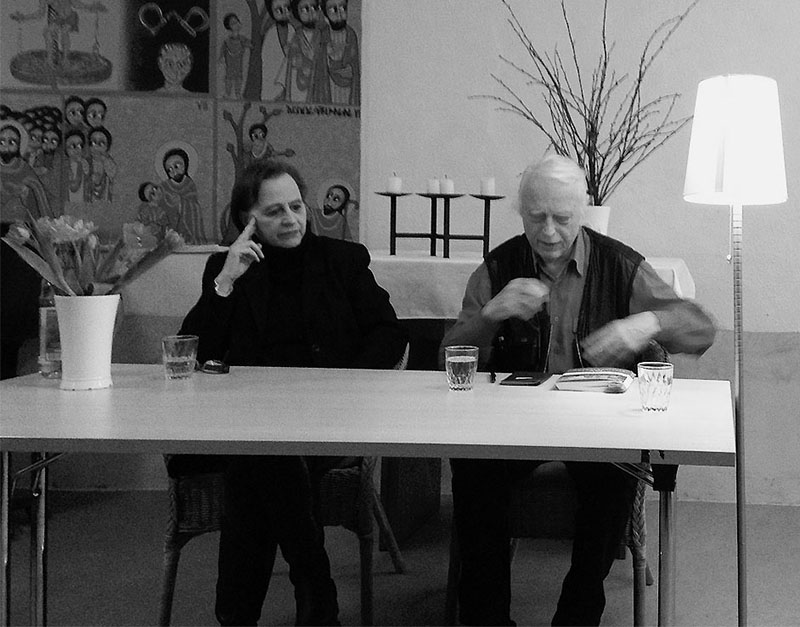
Rengha Rodewill und Horst Bosetzky

### Crossover – Ausstellungen und Lesungen

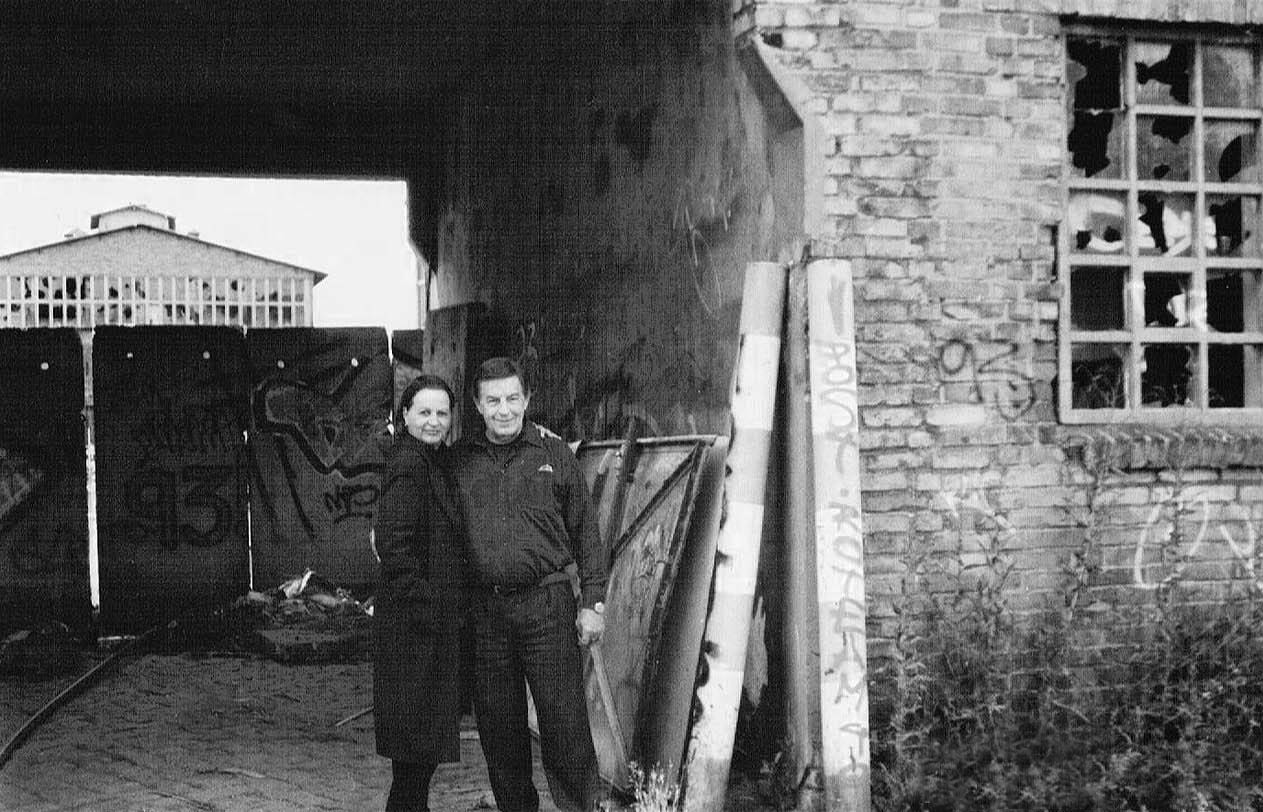
Rengha Rodewill und Rolf Kühn

(v. l. n. r.) Doris Wagner-Dix, Laila Salome Fischer, Brigitte Grothum, Jolyon Brettingham Smith, Rengha Rodewill

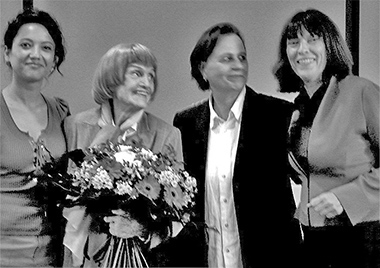
(v. l. n. r.) Madeleine Wehle, Gisela May, Rengha Rodewill, Beatrix Schmidt